# Championnat du Portugal féminin de football 1998-1999
Navigation
Édition précédente Édition suivante
Le Nacional Feminino 1998-1999 est la 14e édition du championnat du Portugal féminin de football. Le format de la compétition est modifié pour cette édition. Durant la première phase, vingt-deux équipes divisées en trois groupes régionaux s'affrontent sous forme de championnat, selon le principe des matches aller et retour. À l'issue de ce dernier, les deux premières équipes de chaque groupe s'affrontent dans une phase finale afin de déterminer le champion du Portugal. Mais dorénavant les équipes non qualifiées pour cette phase finale, vont disputer un mini championnat par zone. Celui-ci a pour but d'établir un classement des clubs dont les derniers sont relégués en division inférieure, c'est-à-dire en Distrital (régional), car une 2e division n'est toujours pas créée. 
Au terme de la saison, le Gatões FC réitère l'exploit de la saison passée en remportant la phase finale, devant le Boavista FC et le SU 1° Dezembro.

## Zone A

### Participants
La Zone A est composée de sept équipes se situant essentiellement dans le nord du Portugal. 
Ce tableau présente les sept équipes qualifiées pour disputer le championnat 1998-1999. On y trouve le nom des clubs, la date de création du club, le nom des stades ainsi que la capacité de ces derniers
Légende des couleurs
- Vainqueur de la Campeonato Nacional Feminino la saison précédente.
- Promu de division inférieure.

| \| Belinho Boavista Fornelos Gatões Valadares Vilar Pinheiro Vinhós \| Localisation des clubs engagés dans la Zona A du championnat. |
| Belinho Boavista Fornelos Gatões Valadares Vilar Pinheiro Vinhós                                                                     |

| Nom du club       | Date de création | Dernière montée | Division 1996-1997   | Stade                                             | Capacité | Vict. |
| ----------------- | ---------------- | --------------- | -------------------- | ------------------------------------------------- | -------- | ----- |
| CSJ Belinho       | -                | 1997            | Campeonato Nacional  | Estádio Municipal António Augusto Martins Pereira | -        | /     |
| Boavista FC       | 1903             | 1985            | Campeonato Nacional  | Campo de Treinos do Estádio do Bessa XXI          | -        | 11    |
| GDC Fornelos      | 1977             | 1997            | Campeonato Nacional  | -                                                 | -        | /     |
| Gatões FC         | 1960             | 1997            | Campeonato Nacional  | Campo do Gatões FC                                |          | 1     |
| CF Valadares      | 1930             | 1997            | Campeonato Nacional  | -                                                 |          | /     |
| SC Vilar Pinheiro | 1961             | 1998            | Campeonato Distrital | -                                                 |          | /     |
| CD Vinhós         | 1974             | 1998            | Campeonato Distrital | Campo D. Maria Edite Guimarães                    | 150      | /     |

### Première phase
Classement
Le classement est calculé avec le barème de points suivant : une victoire vaut trois points, le match nul un et la défaite zéro.
Critères de départage en cas d'égalité au classement :
1. classement aux points des matchs joués entre les clubs ex æquo ;
2. différence entre les buts marqués et les buts concédés sur la totalité des matchs joués dans le championnat ;
3. plus grand nombre de buts marqués sur la totalité des matchs joués dans le championnat ;
4. en cas de nouvelle égalité, une rencontre supplémentaire aura lieu sur terrain neutre avec, éventuellement, l’épreuve des tirs au but.

Ce sont à nouveau les clubs du Gatões FC et du Boavista FC qui vont en phase finale. Les deux clubs terminant avec le même nombre de points, départagés par la différence entre les buts marqués et les buts concédés. 
| Rang | Équipe             | Pts | J  | G  | N | P | Bp  | Bc | Diff |
| ---- | ------------------ | --- | -- | -- | - | - | --- | -- | ---- |
| 1    | Gatões FCT         | 33  | 12 | 11 | 0 | 1 | 144 | 4  | +140 |
| 2    | Boavista FC        | 33  | 12 | 11 | 0 | 1 | 127 | 5  | +122 |
| 3    | CSJ Belinho        | 18  | 12 | 5  | 3 | 4 | 31  | 42 | -11  |
| 4    | CD VinhósP         | 11  | 12 | 3  | 2 | 7 | 13  | 51 | -38  |
| 5    | SC Vilar PinheiroP | 10  | 12 | 3  | 1 | 8 | 12  | 88 | -76  |
| 6    | CF Valadares       | 9   | 12 | 2  | 3 | 7 | 13  | 77 | -64  |
| 7    | GDC Fornelos       | 6   | 12 | 1  | 3 | 8 | 15  | 88 | -73  |

|  | Qualifiés pour la phase finale de la compétition. |
|  | T Tenant du titre. P Promu de division inférieure. Pts points ; G victoires ; N match nuls ; P défaites Bp buts marqués ; Bc buts encaissés ; Diff différence de buts |

| Résultats (▼dom., ►ext.)                                   | Gat  | Boa  | Bel | Vin  | Pin  | Val  | For  |
| Gatões FC                                                  |      | 2-0  | 3-0 | 12-0 | 24-0 | 19-0 | 25-0 |
| Boavista FC                                                | 4-0  |      | 7-2 | 13-0 | 14-0 | 12-0 | 10-0 |
| CSJ Belinho                                                | 0-13 | 0-10 |     | 2-2  | 8-0  | 4-1  | 8-1  |
| CD Vinhós                                                  | 0-9  | 0-7  | 0-1 |      | 1-0  | 1-1  | 4-1  |
| SC Vilar Pinheiro                                          | 0-10 | 0-19 | 2-2 | 2-1  |      | 2-0  | 3-1  |
| CF Valadares                                               | 0-16 | 0-16 | 1-2 | 2-0  | 4-1  |      | 3-3  |
| GDC Fornelos                                               | 0-11 | 1-15 | 2-2 | 1-4  | 4-2  | 1-1  |      |
| - Victoire à domicile - Match nul - Victoire à l'extérieur |      |      |     |      |      |      |      |

### Deuxième phase (Nacional Feminino Zona A Manutenção)
Classement
Le classement est calculé avec le barème de points suivant : une victoire vaut trois points, le match nul un et la défaite zéro.
Critères de départage en cas d'égalité au classement :
1. classement aux points des matchs joués entre les clubs ex æquo ;
2. différence entre les buts marqués et les buts concédés sur la totalité des matchs joués dans le championnat ;
3. plus grand nombre de buts marqués sur la totalité des matchs joués dans le championnat ;
4. en cas de nouvelle égalité, une rencontre supplémentaire aura lieu sur terrain neutre avec, éventuellement, l’épreuve des tirs au but.

Pour cette phase le CF Valadares est recasé dans la zone B. Le CSJ Belinho remporte ce championnat et c'est le Grupo Desportivo e Cultural de Fornelos qui est relégué en division Distrital, bien qu'étant arrivé en 3e position.
| Rang | Équipe             | Pts | J | G | N | P | Bp | Bc | Diff |
| ---- | ------------------ | --- | - | - | - | - | -- | -- | ---- |
| 1    | CSJ Belinho        | 18  | 6 | 6 | 0 | 0 | 19 | 1  | +18  |
| 2    | CD VinhósP         | 9   | 6 | 3 | 0 | 3 | 6  | 7  | -1   |
| 3    | GDC Fornelos       | 6   | 6 | 2 | 0 | 4 | 9  | 15 | -6   |
| 4    | SC Vilar PinheiroP | 3   | 6 | 1 | 0 | 5 | 5  | 16 | -11  |

|  | Relégué en division inférieure. |
|  | T Tenant du titre. P Promu de division inférieure. Pts points ; G victoires ; N match nuls ; P défaites Bp buts marqués ; Bc buts encaissés ; Diff différence de buts |

| Résultats (▼dom., ►ext.)                                   | Bel | Vin | For | Pin |
| CSJ Belinho                                                |     | 1-0 | 2-0 | 3-0 |
| CD Vinhós                                                  | 0-1 |     | 0-3 | 2-1 |
| GDC Fornelos                                               | 0-7 | 1-3 |     | 1-2 |
| SC Vilar Pinheiro                                          | 1-5 | 0-1 | 1-4 |     |
| - Victoire à domicile - Match nul - Victoire à l'extérieur |     |     |     |     |

## Zone B

### Participants
La Zone B est composée de sept équipes se situant essentiellement dans le centre du Portugal. 
Ce tableau présente les sept équipes qualifiées pour disputer le championnat 1998-1999. On y trouve le nom des clubs, la date de création du club, le nom des stades ainsi que la capacité de ces derniers
Légende des couleurs
- Vainqueur de la Campeonato Nacional Feminino la saison précédente.
- Promu de division inférieure.

| \| Albergaria Avanca U.Coimbra Eirense Escola Goleganense Viseu \| Localisation des clubs engagés dans la Zona B du championnat. |
| Albergaria Avanca U.Coimbra Eirense Escola Goleganense Viseu                                                                     |

| Nom du club         | Date de création | Dernière montée | Division 1997-1998   | Stade                                             | Capacité | Vict. |
| ------------------- | ---------------- | --------------- | -------------------- | ------------------------------------------------- | -------- | ----- |
| Clube de Albergaria | 1890             | 1989            | Campeonato Nacional  | Estádio Municipal António Augusto Martins Pereira | -        | /     |
| AA Avanca           | 1937             | 1998            | Campeonato Distrital | -                                                 | -        | /     |
| CF União de Coimbra | 1919             | 1985            | Campeonato Nacional  | -                                                 | -        | /     |
| UC Eirense          | 1964             | 1998            | Campeonato Distrital | -                                                 | -        | /     |
| Escola Molelinhos   | 1979             | 1990            | Campeonato Nacional  | Campo do Vale da Pata                             | 350      | /     |
| FC Goleganense      | 1964             | 1996            | Campeonato Nacional  | -                                                 | -        | /     |
| CD Viseu            | -                | 1988            | Campeonato Nacional  | -                                                 | -        | /     |

### Première phase
Classement
Le classement est calculé avec le barème de points suivant : une victoire vaut trois points, le match nul un et la défaite zéro.
Critères de départage en cas d'égalité au classement :
1. classement aux points des matchs joués entre les clubs ex æquo ;
2. différence entre les buts marqués et les buts concédés sur la totalité des matchs joués dans le championnat ;
3. plus grand nombre de buts marqués sur la totalité des matchs joués dans le championnat ;
4. en cas de nouvelle égalité, une rencontre supplémentaire aura lieu sur terrain neutre avec, éventuellement, l’épreuve des tirs au but.

Malgré le fait que l'UC Eirense soit inscrit pour disputer le championnat de la Zone B, ce dernier ne dispute aucun match. C'est la même paire que la saison passée qui se qualifie pour la deuxième phase, soit les clubs de l'União de Coimbra et l'Escola Molelinhos.
| Rang | Équipe              | Pts | J  | G | N | P | Bp | Bc | Diff |
| ---- | ------------------- | --- | -- | - | - | - | -- | -- | ---- |
| 1    | CF União de Coimbra | 26  | 10 | 8 | 2 | 0 | 50 | 4  | +46  |
| 2    | Escola Molelinhos   | 23  | 10 | 7 | 2 | 1 | 30 | 7  | +23  |
| 3    | Clube de Albergaria | 21  | 10 | 7 | 0 | 3 | 33 | 12 | +21  |
| 4    | CD Viseu            | 9   | 10 | 3 | 0 | 7 | 17 | 37 | -20  |
| 5    | FC Goleganense      | 6   | 10 | 2 | 0 | 8 | 15 | 25 | -10  |
| 6    | AA AvancaP          | 3   | 10 | 1 | 0 | 9 | 7  | 67 | -60  |
| 7    | UC EirenseP         | 0   | 0  | 0 | 0 | 0 | 0  | 0  | 0    |

|  | Qualifiés pour la phase finale de la compétition. |
|  | T Tenant du titre. P Promu de division inférieure. Pts points ; G victoires ; N match nuls ; P défaites Bp buts marqués ; Bc buts encaissés ; Diff différence de buts |

| Résultats (▼dom., ►ext.)                                   | Coi  | Esc | Alb | Vis  | Gol | AAA  | Eir |
| CF União de Coimbra                                        |      | 1-1 | 4-1 | 12-0 | 3-1 | 8-0  |     |
| Escola Molelinhos                                          | 0-0  |     | 2-3 | 3-0  | 1-0 | 12-0 |     |
| Albergaria                                                 | 0-4  | 0-1 |     | 4-1  | 2-0 | 8-0  |     |
| CD Viseu                                                   | 1-2  | 1-2 | 0-4 |      | 1-8 | 6-1  |     |
| FC Goleganense                                             | 0-5  | 0-3 | 0-4 | 1-2  |     | 4-0  |     |
| AA Avanca                                                  | 0-11 | 2-5 | 0-7 | 0-5  | 4-1 |      |     |
| UC Eirense                                                 |      |     |     |      |     |      |     |
| - Victoire à domicile - Match nul - Victoire à l'extérieur |      |     |     |      |     |      |     |

### Deuxième phase (Nacional Feminino Zona B Manutenção)
Classement
Le classement est calculé avec le barème de points suivant : une victoire vaut trois points, le match nul un et la défaite zéro.
Critères de départage en cas d'égalité au classement :
1. classement aux points des matchs joués entre les clubs ex æquo ;
2. différence entre les buts marqués et les buts concédés sur la totalité des matchs joués dans le championnat ;
3. plus grand nombre de buts marqués sur la totalité des matchs joués dans le championnat ;
4. en cas de nouvelle égalité, une rencontre supplémentaire aura lieu sur terrain neutre avec, éventuellement, l’épreuve des tirs au but.

Le CF Valadares, qui lors de la première phase a joué en Zone A, est recasé pour cette deuxième dans la zone B. Dans cette zone il n'y a pas de relégation, en effet avec le forfait de l'União Clube Eirense, lors de la première phase, c'est au tour du FC Goleganense, qui annonce sa non participation au championnat de maintien. Il faut néanmoins retenir que le vainqueur de la Zone B est le Clube Albergaria.
| Rang | Équipe              | Pts | J | G | N | P | Bp | Bc | Diff |
| ---- | ------------------- | --- | - | - | - | - | -- | -- | ---- |
| 1    | Clube de Albergaria | 15  | 6 | 5 | 0 | 1 | 24 | 4  | +20  |
| 2    | CF Valadares        | 10  | 6 | 3 | 1 | 2 | 17 | 12 | +5   |
| 3    | CD Viseu            | 10  | 6 | 3 | 1 | 2 | 12 | 12 | 0    |
| 4    | AA AvancaP          | 0   | 6 | 0 | 0 | 6 | 1  | 26 | -25  |

|  | Relégué en division inférieure. |
|  | T Tenant du titre. P Promu de division inférieure. Pts points ; G victoires ; N match nuls ; P défaites Bp buts marqués ; Bc buts encaissés ; Diff différence de buts |

| Résultats (▼dom., ►ext.)                                   | Alb | Val | Vis | AAA |
| Clube de Albergaria                                        |     | 5-1 | 5-0 | 6-0 |
| CF Valadares                                               | 2-4 |     | 3-3 | 5-0 |
| CD Viseu                                                   | 1-0 | 0-3 |     | 4-0 |
| AA Avanca                                                  | 0-4 | 0-3 | 1-4 |     |
| - Victoire à domicile - Match nul - Victoire à l'extérieur |     |     |     |     |

## Zone C

### Participants
La Zone C est composée de huit équipes se situant essentiellement dans le sud du Portugal. 
Ce tableau présente les huit équipes qualifiées pour disputer le championnat 1998-1999. On y trouve le nom des clubs, la date de création du club, le nom des stades ainsi que la capacité de ces derniers
Légende des couleurs
- Vainqueur de la Campeonato Nacional Feminino la saison précédente.
- Promu de division inférieure.

| \| 1º Dezembro Bairro Conceição CF Benfica Almada Cacém J. Évora Ferreirense Ponte Frielas \| Localisation des clubs engagés dans la Zona C du championnat. |
| 1º Dezembro Bairro Conceição CF Benfica Almada Cacém J. Évora Ferreirense Ponte Frielas                                                                     |

| Nom du club         | Date de création | Dernière montée | Division 1997-1998   | Stade                       | Capacité | Vict. |
| ------------------- | ---------------- | --------------- | -------------------- | --------------------------- | -------- | ----- |
| SU 1º Dezembro      | 1880             | 1994            | Campeonato Nacional  | Campo Conde de Sucena       | 1 000    | /     |
| Bairro da Conceição | -                | 1987            | Nacional             | -                           | -        | /     |
| CF Benfica          | 1933             | 1994            | Campeonato Nacional  | Estádio Francisco Lázaro    | 1 500    | /     |
| Beira Mar Almada    | 1947             | 1998            | Campeonato Distrital | -                           | -        | /     |
| Atlético Cacém      | 1941             | 1997            | Campeonato Nacional  | -                           | -        | /     |
| Juventude Évora     | 1918             | 1992            | Campeonato Nacional  | -                           | -        | /     |
| FC Ferreirense      | 1958             | 1997            | Campeonato Nacional  | -                           | -        | /     |
| UD Ponte Frielas    | 1947             | 1998            | Campeonato Distrital | Campo de Jogos do Bonjardim | 500      | /     |

### Première phase
Classement
Le classement est calculé avec le barème de points suivant : une victoire vaut trois points, le match nul un et la défaite zéro.
Critères de départage en cas d'égalité au classement :
1. classement aux points des matchs joués entre les clubs ex æquo ;
2. différence entre les buts marqués et les buts concédés sur la totalité des matchs joués dans le championnat ;
3. plus grand nombre de buts marqués sur la totalité des matchs joués dans le championnat ;
4. en cas de nouvelle égalité, une rencontre supplémentaire aura lieu sur terrain neutre avec, éventuellement, l’épreuve des tirs au but.

Ce sont les clubs du CF Benfica et du SU 1º Dezembro qui se qualifie pour la phase finale, loin devant le 3e qui est à 9 points du second. Les clubs autres participent en deuxième phase à la phase de maintien.
| Rang | Équipe              | Pts | J  | G  | N | P  | Bp  | Bc  | Diff |
| ---- | ------------------- | --- | -- | -- | - | -- | --- | --- | ---- |
| 1    | CF Benfica          | 39  | 14 | 13 | 0 | 1  | 105 | 6   | +99  |
| 2    | SU 1º Dezembro      | 37  | 14 | 12 | 1 | 1  | 98  | 4   | +94  |
| 3    | Atlético Cacém      | 28  | 14 | 9  | 1 | 4  | 42  | 15  | +27  |
| 4    | Bairro da Conceição | 20  | 14 | 6  | 2 | 6  | 25  | 48  | -23  |
| 5    | Juventude Évora     | 19  | 14 | 6  | 1 | 7  | 32  | 44  | -12  |
| 6    | Beira Mar AlmadaP   | 12  | 14 | 4  | 0 | 10 | 18  | 66  | -48  |
| 7    | FC Ferreirense      | 8   | 14 | 2  | 2 | 10 | 10  | 50  | -40  |
| 8    | UD Ponte FrielasP   | 1   | 14 | 0  | 1 | 13 | 3   | 100 | -97  |

|  | Qualifiés pour la phase finale de la compétition. |
|  | T Tenant du titre. P Promu de division inférieure. Pts points ; G victoires ; N match nuls ; P défaites Bp buts marqués ; Bc buts encaissés ; Diff différence de buts |

| Résultats (▼dom., ►ext.)                                   | CFB | 1ºD  | Cac | Con  | Évo  | Alm  | Fer | Fri  |
| CF Benfica                                                 |     | 1-2  | 4-0 | 14-0 | 11-1 | 17-0 | 6-0 | 15-0 |
| SU 1º Dezembro                                             | 0-2 |      | 0-0 | 16-0 | 8-0  | 4-0  | 9-0 | 12-0 |
| Atlético Cacém                                             | 0-3 | 0-5  |     | 3-0  | 3-0  | 9-0  | 2-0 | 6-0  |
| Bairro da Conceição                                        | 1-6 | 0-4  | 2-0 |      | 1-2  | 3-1  | 2-0 | 3-0  |
| Juv. Évora                                                 | 0-9 | 0-5  | 1-3 | 0-0  |      | 2-4  | 2-0 | 10-0 |
| Beira Mar Almada                                           | 0-5 | 1-11 | 0-3 | 1-5  | 0-2  |      | 4-1 | 5-0  |
| FC Ferreirense                                             | 2-4 | 0-9  | 0-5 | 1-1  | 0-4  | 3-0  |     | 2-1  |
| UD Ponte Frielas                                           | 0-8 | 0-13 | 0-8 | 0-7  | 0-8  | 1-2  | 1-1 |      |
| - Victoire à domicile - Match nul - Victoire à l'extérieur |     |      |     |      |      |      |     |      |

### Deuxième phase (Nacional Feminino Zona C Manutenção)
Classement
Le classement est calculé avec le barème de points suivant : une victoire vaut trois points, le match nul un et la défaite zéro.
Critères de départage en cas d'égalité au classement :
1. classement aux points des matchs joués entre les clubs ex æquo ;
2. différence entre les buts marqués et les buts concédés sur la totalité des matchs joués dans le championnat ;
3. plus grand nombre de buts marqués sur la totalité des matchs joués dans le championnat ;
4. en cas de nouvelle égalité, une rencontre supplémentaire aura lieu sur terrain neutre avec, éventuellement, l’épreuve des tirs au but.

L'Atlético Cacém, remporte cette seconde phase, mais met un terme à la à sa section féminine tout comme le Juventude Évora.
| Rang | Équipe            | Pts | J | G | N | P | Bp | Bc | Diff |
| ---- | ----------------- | --- | - | - | - | - | -- | -- | ---- |
| 1    | Atlético Cacém    | 15  | 6 | 5 | 0 | 1 | 28 | 6  | +22  |
| 2    | Juventude Évora   | 10  | 6 | 3 | 1 | 2 | 12 | 6  | +6   |
| 3    | Beira Mar AlmadaP | 10  | 6 | 3 | 1 | 2 | 9  | 8  | +1   |
| 4    | UD Ponte FrielasP | 0   | 6 | 0 | 0 | 6 | 6  | 35 | -29  |

|  | Relégué en division inférieure. |
|  | T Tenant du titre. P Promu de division inférieure. Pts points ; G victoires ; N match nuls ; P défaites Bp buts marqués ; Bc buts encaissés ; Diff différence de buts |

| Résultats (▼dom., ►ext.)                                   | Cac | Évo | Alm | Fri  |
| Atlético Cacém                                             |     | 2-0 | 4-1 | 10-0 |
| Juv. Évora                                                 | 2-1 |     | 0-0 | 4-1  |
| Beira Mar Almada                                           | 1-2 | 1-0 |     | 5-2  |
| UD Ponte Frielas                                           | 2-9 | 1-6 | 0-1 |      |
| - Victoire à domicile - Match nul - Victoire à l'extérieur |     |     |     |      |

## Phase finale
Les filles du Gatões Futebol Clube s'imposent en championnes, reléguant les joueuses du Boavista à six points. Le 1º Dezembro quant à lui finit troisième à neuf points du premier. Anoter que l'Escola Molelinhos, ne marque aucun but mais en encaissant 66.
| Rang | Équipe            | Pts | J  | G | N | P  | Bp | Bc | Diff |
| ---- | ----------------- | --- | -- | - | - | -- | -- | -- | ---- |
| 1    | Gatões FCT        | 26  | 10 | 8 | 2 | 0  | 39 | 6  | +33  |
| 2    | Boavista FC       | 20  | 10 | 6 | 2 | 2  | 35 | 13 | +22  |
| 3    | SU 1º Dezembro    | 17  | 10 | 5 | 2 | 3  | 19 | 14 | +5   |
| 4    | CF Benfica        | 16  | 10 | 5 | 1 | 4  | 37 | 21 | +16  |
| 5    | União de Coimbra  | 7   | 10 | 2 | 1 | 7  | 21 | 31 | -10  |
| 6    | Escola Molelinhos | 0   | 10 | 0 | 0 | 10 | 0  | 66 | -66  |

|  | Vainqueur de la compétition. |
|  | T Tenant du titre. P Promu de division inférieure. Pts points ; G victoires ; N match nuls ; P défaites Bp buts marqués ; Bc buts encaissés ; Diff différence de buts |

| Résultats (▼dom., ►ext.)                                   | Gat | Boa | 1º D | CFB | Coim | Esc  |
| Gatões FC                                                  |     | 1-1 | 3-0  | 4-2 | 3-0  | 10-0 |
| Boavista FC                                                | 0-1 |     | 0-1  | 6-4 | 4-3  | 5-0  |
| SU 1º Dezembro                                             | 1-3 | 2-2 |      | 1-0 | 2-1  | 4-0  |
| CF Benfica                                                 | 2-2 | 0-5 | 3-0  |     | 8-3  | 9-0  |
| União de Coimbra                                           | 0-4 | 1-3 | 2-2  | 0-5 |      | 5-0  |
| Escola Molelinhos                                          | 0-8 | 0-9 | 0-6  | 0-4 | 0-6  |      |
| - Victoire à domicile - Match nul - Victoire à l'extérieur |     |     |      |     |      |      |

## Bilan de la saison
| Championnat du Portugal féminin de football 1998-1999 |                                         |
| Champion                                              | Gatões Futebol Clube (2e titre)         |
| Dauphin                                               | Boavista Futebol Clube                  |
| Promotions et relégations                             |                                         |
| Promus en Campeonato Nacional                         | União Recreativa Cadima                 |
| Promus en Campeonato Nacional                         | União Recreativa Ferreirense            |
| Relégués en Campeonato Distrital                      | Grupo Desportivo e Cultural de Fornelos |
| Relégués en Campeonato Distrital                      | Futebol Clube Goleganense               |
| Relégués en Campeonato Distrital                      | União Clube Eirense                     |
| Relégués en Campeonato Distrital                      | Juventude Évora                         |
| Relégués en Campeonato Distrital                      | Futebol Clube Ferreirense               |
| Relégués en Campeonato Distrital                      | Atlético Clube do Cacém                 |